# ادوین لینکومیس
ادوین لینکومیس (انگلیسی: Edwin Linkomies؛ ۲۲ دسامبر ۱۸۹۴ – ۹ سپتامبر ۱۹۶۳) یک سیاست‌مدار اهل فنلاند بود.